# 東原玉造
東原 玉造（とうばら たまぞう 1887年7月20日 - 1955年11月11日）は、日本の元騎手、調教師。別名：東原玉蔵。

## 人物
1887年7月20日、北海道静内郡静内町（現・日高郡新ひだか町）出身。
1901年に目黒競馬場所属の柴田安治厩舎に見習騎手として入門。5年後の1906年に横濱競馬場のレースにて騎手としてデビュー。騎手時代の1924年秋には横濱競馬場での帝室御賞典をナイトという馬で制覇した記録がある。
調教師となり中山競馬場に厩舎を構えてからは、東京優駿競走をワカタカ（第1回、1932年）、ミナミホマレ（第11回、1942年）で制覇、東京競馬場での帝室御賞典をワカタカ（1932年）で制覇、ミナミモアで天皇賞 (春)を1942年に制覇するなどして、戦中戦後にかけて日本競馬界の名門として名を高めた。
矢野幸夫、橋本輝雄を所属騎手として育成。子息の東原實を厩舎の後継者とした。また娘婿には諏訪佐市、高橋直がいる。
1955年11月11日、娘婿の諏訪佐市厩舎（中京競馬場）にて脳溢血のため死去。68歳没。

## 主な管理馬
- ワカタカ（1932年 東京優駿、帝室御賞典）
- ミナミホマレ（1942年 東京優駿）
- ミツタヱ（1951年 中山大障害）